# 佐久間勤
佐久間 勤（さくま つとむ、1952年2月15日 - ）は、カトリック司祭、神学者、イエズス会日本管区長
上智大学教授。前理事長

## 経歴
神戸市生まれ。1975年イエズス会入会。京都大学理学部卒、1980年上智大学大学院哲学研究科博士前期課程修了。1984年司祭叙階、フランクフルト・聖ゲオルグ哲学神学大学神学部修了。1995年ローマ、グレゴリアン大学博士課程修了、神学博士。上智大学神学部講師、97年助教授、2001年教授、2005-11年神学部長、2011-14年上智大学聖母大学長兼務。旧約聖書学担当。2018年4月-2023年4月30日上智学院理事長、2023年5月-イエズス会日本管区長。

## 著書
- 『四季おりおりの聖書』女子パウロ会 2001

### 共編・編
- 『キリスト教の神学と霊性 今日どのように信仰を生きるか』百瀬文晃共編 サンパウロ 1999
- 『いやしの福音 いまキリストが語りかけるもの』編 サンパウロ 2000
- 『福音宣教の過去と未来 ザビエルから始まる出会いをたどって 上智大学神学部夏期神学講習会講演集』編 サンパウロ 2001
- 『想起そして連帯 終末と歴史の神学』編 サンパウロ 2002
- 『救いと恵みのミュステリオン 秘跡の神学と教会の活性化』編著 サンパウロ 2003
- 『ネイティブ・インカルチュレーションの時代 福音とグローバル世界の出会いの神学 二〇〇二年上智大学神学部夏季神学講習会講演集』編著 サンパウロ 2004
- 『神の知恵と信仰 現代に生きる信仰者のための視点 上智大学神学部夏期神学講習会五十回記念論集』編著 サンパウロ 2005

### 翻訳
- レイモンド・E.ブラウン『キリストは近づいている 待降節の福音 マタイ1章・ルカ1章』女子パウロ会 1996
- レイモンド・E.ブラウン『キリストの復活 福音書は何を語るか』女子パウロ会 1997
- レイモンド・E.ブラウン『聖霊の降臨 使徒言行録とヨハネ福音書から』女子パウロ会 1997
- カルロ・マリア・マルティーニ,アライン・エルカン『私はどのように神を見いだしたか 枢機卿、ジャーナリストに答える』女子パウロ会 1998
- シルヴァノ・ファウスティ『思い起こし、物語れ マルコ福音書のメッセージ』女子パウロ会 2000-2001
- カルロ・マリア・マルティーニ『パウロの福音』女子パウロ会 2009
- J.L.スカ『聖書の物語論的読み方 新たな解釈へのアプローチ』石原良明共訳 日本キリスト教団出版局 2013

## 注
1. ↑  『現代日本人名録』2002年